# Nearșova, Cluj
Nearșova (în maghiară Nyárszó) este un sat în comuna Izvoru Crișului din județul Cluj, Transilvania, România.

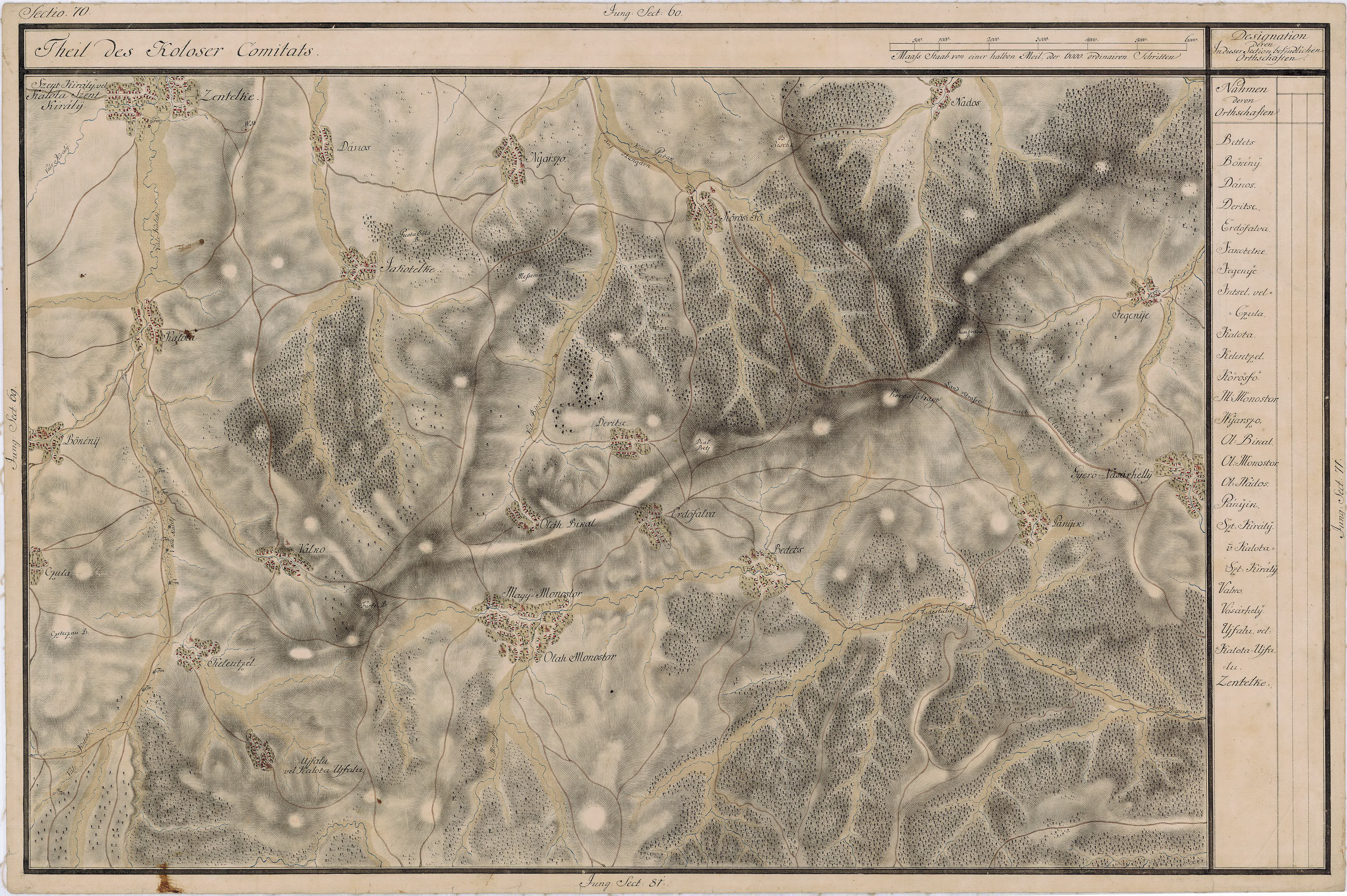
Nearşova pe Harta Iosefină a Transilvaniei, 1769-1773

## Date geografice
Satul face parte din comuna Izvoru Crișului, în Munții Apuseni. 

## Demografie
Populația localității este de 163 de persoane (2002).

## Galerie de imagini

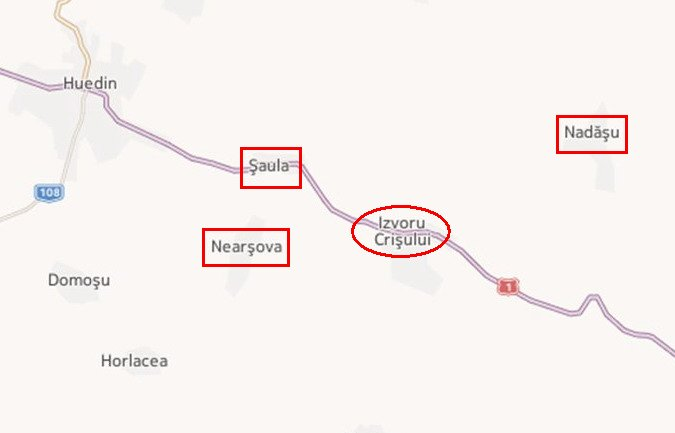
Comuna Izvoru Crişului și satele componente